# Levervärden
Levervärden, leverprover eller leverstatus är en grupp laboratorieanalyser som kontrolleras med blodprov och används för att mäta funktionen hos en patients lever. Enzymerna som mäts har även vissa andra funktioner i kroppen varför ett förhöjt värde inte automatiskt innebär att orsaken finns i just levern.

## Analyser
De värden som normalt ingår i leverstatus är:
- Aspartataminotransferas (ASAT)
- Alaninaminotransferas (ALAT)
- Alkalisk fosfatas (ALP)
- Bilirubin
- Gamma-glutamyltransferas (GT)

### Terminologi
ASAT och ALAT kallas tillsammans aminotransferaser eller transaminaser.
Med en isolerad stegring av något eller några av dessa värden menas att just detta/dessa värden är högt/höga medan övriga levervärden är normala. Exempelvis innebär en "isolerad aminotransferasstegring" att både ASAT och ALAT är förhöjda samtidigt som de andra enzymerna är opåverkade och vid en "isolerad ALP-stegring" är bara just detta värde förhöjt.

## Diagnostik
Levervärdena används dels för att upptäcka skada på levern men också som ett led i att ställa diagnos på orsaken. Olika leversjukdomar ger en ofta karaktäristisk påverkan på levervärdena, både avseende graden av påverkan och vad gäller kombinationen av värden som är förhöjda.

### ASAT/ALAT-kvot
Med ASAT/ALAT-kvot menas värdet av ASAT dividerat med ALAT (båda angivna i samma enhet). Detta värde har diagnostiskt värde vid misstänkt leverskada, till exempel brukar kvoten vara hög vid avancerad alkoholleverskada.